# Patrick Onwuasor
(en) Statistiques sur pro-football-reference
Patrick Onwuasor (né le 22 août 1992), surnommé "Peanut", est un sportif professionnel de football américain ayant joué au poste de linebacker dans la National Football League (NFL) pendant six saisons (2016-2021).
Auparavant, il a joué au football américain universitaire pour les Wildcats de l'Arizona en NCAA Division I FBS (2011-2012) et les Vikings de Portland State en NCAA Division I FCS (2013-2015) avant d'être engagé en tant qu'agent libre par la franchise des Ravens de Baltimore en 2016. Il y reste quatre saisons avant de rejoindre les Jets de New York en 2020 et les Raiders de Las Vegas en 2021.

## Jeunes années
Patrick Onwuasor étudie à l'Inglewood Highschool d'Inglewood en Californie, où il pratique le football américain. Il y est désigné PrepStar All-West Region, Tacoma News-Tribune Western 100 et All-CIF Western Division.
Lors de son énne junior en 2009, il totalise 25 réceptions pour 773 yards et trois touchdowns en plus de 28 plaquages et une interception ce qui lui vaut d'être sélectionné dans la première équipe de la Ocean League.

## Carrière universitaire
Onwuasor dispute une saison en NCAA Division I FBS avec les Wildcats de l'université de l'Arizona en 2012 après avoir été redshirt en 2011. Il y joue 12 matches, réalisant 36 plaquages dont un pour perte ainsi qu'une passe déviée . Il est désigné meilleur joueur de l'année par Scout Team .
Transféré à l'université d'État de Portland évoluant au sein de la NCAA Division I FCS, il y dispute 10 matchs lors de sa saison junior en 2014 et 12 pour lors de sa saison senior en 2015. Onwuasor est sélectionné dans la première équipe FCS All-American, en grande partie grâce aux neuf interceptions de la saison. Il a également été en lice pour le titre de joueur défensif de l'année du FCS.
Le 2 novembre 2015, après seulement 14 minutes de jeu, Onwuasor égale un record de Portland State après avoir réussit trois interceptions contre les Grizzlies du Montana. Sa performance permet à son équipe de gagner 35 à 16 ce qui lui vaut d'être désigné meilleur joueur défensif de la semaine en conférence Big Sky.
|                             |                             |                             |                             |                             |    | Plaquage | Plaquage | Plaquage | Plaquage | Plaquage | Interception | Interception | Interception | Interception | Interception | Fumble | Fumble | Fumble | Fumble |
| Saison                      | Université                  | Conf                        | Statut                      | Pos                         | MJ | Solo     | Ast      | Comb     | Loss     | Sk       | Int          | Yds          | Moy          | TD           | PD           | FR     | Yds    | TD     | FF     |
| --------------------------- | --------------------------- | --------------------------- | --------------------------- | --------------------------- | -- | -------- | -------- | -------- | -------- | -------- | ------------ | ------------ | ------------ | ------------ | ------------ | ------ | ------ | ------ | ------ |
| *2012                       | Arizona                     | Pac-12                      | FR                          | WR                          | 12 | 25       | 11       | 36       | 0,5      | 0,0      | 0            | 0            | 0            | 0            | 1            | 0      | 0      | 0      | 0      |
| *2014                       | Portland State              |                             | JR                          | S                           | 10 | 38       | 15       | 53       | 3,0      | 1,0      | 1            | 42           | 42           | 1            | 3            | 0      | 0      | 0      | 0      |
| *2015                       | Portland State              |                             | SR                          | S                           | 12 | 49       | 36       | 85       | 3,0      | 0,0      | 9            | 157          | 17,4         | 0            | 10           | 0      | 0      | 0      | 0      |
| Total (y compris les Bowls) | Total (y compris les Bowls) | Total (y compris les Bowls) | Total (y compris les Bowls) | Total (y compris les Bowls) | 34 | 102      | 62       | 174      | 3,5      | 1.0      | 10           | 199          | 19,9         | 1            | 14           | 0      | 0      |        | 0      |

## Carrière professionnelle
| Taille             | Poids          | Bras             | Main             | Sprint 40 yd | au 10 yd | au 20 yd | 20 yd shuttle | 3 cone drill | Détente verticale | Détente horizontale | BP      |
| ------------------ | -------------- | ---------------- | ---------------- | ------------ | -------- | -------- | ------------- | ------------ | ----------------- | ------------------- | ------- |
| 6 ft 0 in (1,83 m) | 213 lb (97 kg) | 32 in 3⁄8 0,82 m | 10 in 1⁄4 0,26 m | 4,62 s       | 1,69 s   | 2,63 s   | 4,60 s        | 7,51 s       | 36 in 1⁄2 0,93 m  | 10 ft 3 in 3,12 m   | 24 reps |

### Ravens de Baltimore

#### Saison 2016
Le 6 mai 2016, Onwuasor, agent libre non sélectionné à la draft signe un contrat de trois ans pour un montant de 1 620 000 dollars avec les Ravens de Baltimore,. Il entre en compétition avec Zach Orr, Brennen Beyer et Kavell Conner pour une place de remplaçant au poste de linebacker et en tant que joueur des équipes spéciales,. Par son jeu agressif, Il attirer la colère de ses coéquipiers et est impliqué dans de multiples altercations lors du camp d'entraînement. Le 3 septembre 2016, les Ravens décident de ne pas reprendre Onwuasor dans leur effectif principal et le resignent le lendemain pour intégrer leur équipe d'entraînement,. Cependant, dès le 15 octobre 2016, à la suite d'une blessure encourue à la cuisse par C.J. Mosley, Onwuasor réintègre l'effectif principal, l’entraîneur principal John Harbaugh le considérant comme cinquième linebacker sur la depth chart (en) des Ravens derrière C.J. Mosley, Zach Orr, Albert McClellan et Kamalei Correa. Le 16 octobre 2016, Onwuasor fait ses débuts en tant que professionnel et enregistre un plaquage en solo lors de la défaite 23 à 27 contre les Giants de New York en 6e semaine. Le 1er janvier 2017, Onwuasor est désigné titulaire pour la première fois de sa carrière professionnelle, Zach Orr étant indisponible à la suite d'une blessure au cou. Il termine le match perdu 27 à 10 contre les Bengals avec sept plaquages, son record de la saison.
Onwuasor termine sa saison rookie avec 21 plaquages combinés dont neuf en solo en 11 matchs dont un en tant que titulaire.

#### Saison 2017
Onwuasor entre au camp d'entraînement 2017 en tant que linebacker réserviste. Il entre en compétition avec Kamalei Correa pour être titulaire à ce poste, Zach Orr ayant décidé de prendre sa retraite,. Bien qu'Onwuasor se soit montré performant pendant la pré-saison, l'entraîneur principal John Harbaugh le désigne réserviste derrière C.J. Mosley et Kamalei Correa pour le début de saison régulière.
Le 17 septembre 2017, lors de la victoire 24 à 10 contre les Browns en deuxième semaine, Onwuasor enregistre deux plaquages et réussit son premier sack en carrière professionnelle sur le quarterback DeShone Kizer pour une perte adverse d'un yard dans le troisième quart temps. Désigné titulaire la semaine suivante à la place de Kamalei Correa, Onwuasor totalise sept plaquages lors de la défaite 7 à 44 face aux Jaguars. Dès la 5e semaine, Onwuasor devient titulaire jusqu'au terme de la saison au poste de linebacker après avoir dépassé Kamalei Correa sur la depht chart. Le 19 novembre 2017, lors de la victoire 23 à 0 contre les Packers en 11e semaine, il réussit dix plaquages dont huit en solo, son record de la saison.
Il termine la saison 2017 avec 90 plaquages dont 67 en solo, deux passes déviées et un sack en 16 matchs dont 13 en tant que titulaire.

#### Saison 2018
Le 1er janvier 2018, les Ravens annoncent le départ à la retraite du coordinateur défensif Dean Pees qu'ils remplacent le 9 janvier 2018 par Don Martindale, leur entraîneur des linebackers. Le 14 mars 2018, Onwuasor signe un contrat d'un an pour un montant de  630 000 dollars avec les Ravens. Au camp d'entraînement, il est mis en concurrence avec Albert McClellan, Bam Bradley et Kamalei Correa pour le poste de linebacker. John Harbaugh le désigne titulaire pour la saison régulière et commence la saison aux côtés de Terrell Suggs, Matt Judon et C.J. Mosley. Le 23 septembre 2018, lors de la victoire 27 à 14 contre les Broncos de Denver en troisième semaine, Onwuasor totalise trois plaquages, une passe déviée et réussit sa première interception en carrière sur une passe du quarterback Case Keenum. Cette passe, initialement destinée à Jeff Heuerman, est retournée en touchdown sur 89 yards par Onwuasor mais cette action est annulée à la suite d'une pénalité conséquence d'un blocage illégal au dessus de la taille par Matt Judon. En 16e semaine (victoire 22 à 10 contre les Chargers), Onwuasor totalise neuf plaquages, deux sacks, et provoque un fumble du tight end Antonio Bates, le ballon étant récupéré par Tavon Young qui le retourne en touchdown. Cette performance lui vaut d'être désigné meilleur joueur défensif de la semaine en AFC.
Il termine la saison avec 59 plaquages, 5,5 sacks, deux fumbles forcés, trois passes déviées et une interception.

#### Saison 2019
Le 8 mars 2019, les Ravens placent Onwuasor sur la liste des agents libres restreints lui faisant signer un contrat d'un an pour un montant de 3 095 000 $. Lors de la 9e semaine et la victoire 37 à 20 contre les Patriots de la Nouvelle-Angleterre, Onwuasor enregistre un record de plaquages, un sack sur le quarterback Tom Brady et un fumble forcé sur le wide receiver Julian Edelman que son équipier Marlon Humphrey retourne en touchdown sur 70 yards.

### Jets de New York
Le 6 avril 2020, Onwuasor signe un contrat d'un an avec les Jets de New York. Placé sur la liste des blessé le 7 septembre 2020, il est réactivé le 18 novembre. Il se blesse aux ischio-jambiers en 11e semaine et est placé sur la liste des blessés le 28 novembre.

### Raiders de Las Vegas
Le 6 septembre 2021, Onwuasor est engagé dans l'équipe d'entraînement des Raiders de Las Vegas. Le 17 novembre 2021, Onwuasor est promu dans l'effectif principal.

## Statistiques NFL

### Saison régulière
| Année  | Équipe                 | MJ |       | Plaquages | Plaquages | Plaquages | Plaquages |       | Interceptions | Interceptions | Interceptions | Interceptions |  | Fumbles | Fumbles |
| Année  | Équipe                 | MJ | Total | Seul      | Ast.      | Sacks     | Nb.       | Yards | Déf.          | TD            | Nb.           | Rec.          |  |         |         |
| 2016   | Ravens de Baltimore    | 11 | 21    | 09        | 12        | 0,0       | 0         | 0     | 0             | 0             | 1             | 0             |  |         |         |
| 2017   | Ravens de Baltimore    | 16 | 90    | 67        | 23        | 1,0       | 0         | 0     | 2             | 0             | 1             | 1             |  |         |         |
| 2018   | Ravens de Baltimore    | 16 | 59    | 37        | 22        | 5,5       | 1         | 33    | 3             | 0             | 2             | 0             |  |         |         |
| 2019   | Ravens de Baltimore    | 14 | 61    | 45        | 16        | 3,0       | 0         | 0     | 1             | 0             | 1             | 0             |  |         |         |
| 2019   | Jets de New York       | 01 | 0     | 0         | 0         | 0,0       | 0         | 0     | 0             | 0             | 0             | 0             |  |         |         |
| 2019   | Raiders de Los Angeles | 04 | 0     | 0         | 0         | 0,0       | 0         | 0     | 0             | 0             | 0             | 0             |  |         |         |
| Totaux | Totaux                 | 62 | 231   | 158       | 73        | 9,5       | 1         | 33    | 6             | 0             | 5             | 1             |  |         |         |

### Séries éliminatoires
| Année  | Équipe              | MJ |       | Plaquages | Plaquages | Plaquages | Plaquages |       | Interceptions | Interceptions | Interceptions | Interceptions |  | Fumbles | Fumbles |
| Année  | Équipe              | MJ | Total | Seul      | Ast.      | Sacks     | Nb.       | Yards | Déf.          | TD            | Nb.           | Rec.          |  |         |         |
| 2018   | Ravens de Baltimore | 1  | 7     | 6         | 1         | 1,0       | 0         | 0     | 0             | 0             | 1             | 0             |  |         |         |
| 2019   | Ravens de Baltimore | 1  | 5     | 4         | 1         | 0,0       | 0         | 0     | 0             | 0             | 1             | 0             |  |         |         |
| Totaux | Totaux              | 2  | 12    | 10        | 2         | 1,0       | 0         | 0     | 0             | 0             | 2             | 0             |  |         |         |